# Jardín Americano
El jardín Americano es uno de los jardines que se creó con motivo de la celebración de la Exposición Universal de 1992 de Sevilla. Reabrió en el año 2010 tras 17 años de abandono.

## Características

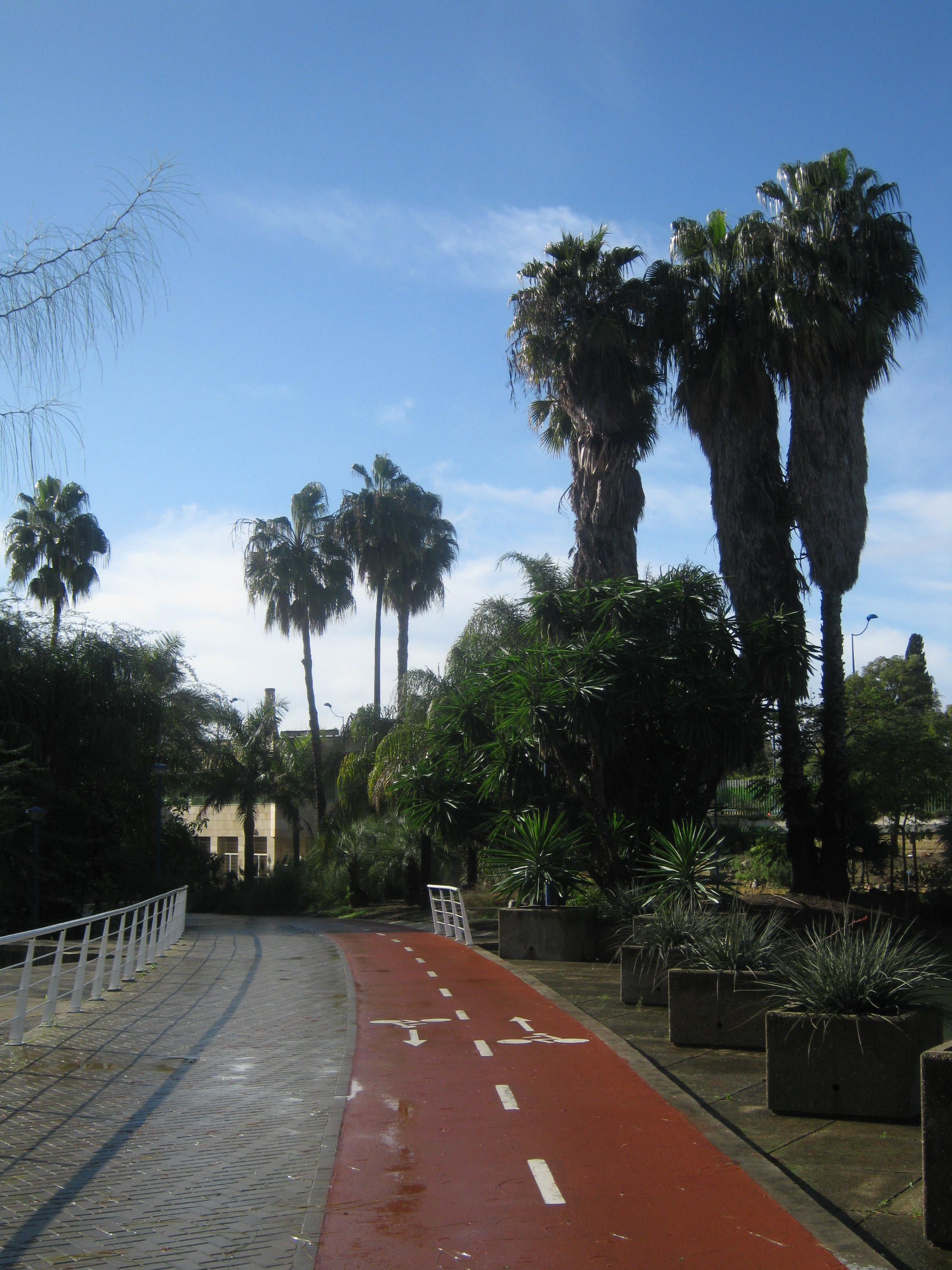
Carril bici en el entorno del jardín Americano

Este jardín, único a nivel nacional por su contenido exclusivo en especies americanas, se encuentra ubicado en la Isla de la Cartuja, donde también está el Parque Científico y Tecnológico. Está delimitado por la Dársena del río Guadalquivir y el Camino de los Descubrimientos en su orientación este-oeste y se extiende desde el Auditorio de Rocío Jurado hasta el Pabellón de la Navegación en su eje norte-sur. Ocupa una superficie cercana a las 3 hectáreas.
El jardín Americano, de diseño paisajista, está estructurado en distintos parterres de formas irregulares junto a una red de caminos y senderos de tierra y empedrado que lo recorren en toda su extensión. 
Está dividido en distintos espacios según el tipo de vegetación que presenta: el Umbráculo, con una superficie de 1700 metros cuadrados, está formado por lamas de madera (certificada FSC) que están dispuestas de forma que favorece el sombreado necesario que requieren ciertas especies tropicales y subtropicales; el jardín de la Esclusa, con una instalación afín de carácter didáctico, el jardín Acuático se localiza en un lago que conecta con el río a través de un sistema de cascadas; el jardín de Ribera que discurre por la orilla del río; el jardín de las Palmeras; el jardín de las Cactáceas y Plantas Crasas; el muro ajardinado cubierto por especies trepadoras; el jardín de la Pasarela y las Pérgolas con estructuras de soporte para plantas colgantes que aportan sombra.

## Equipamientos
En el entorno hay un recinto educativo llamado Aula Bioclimática y un lugar llamado Pabellón de la Naturaleza.
El Aula Bioclimática es un modelo singular de la aplicación de las tecnologías ambientales en la construcción, prevista para la recepción de grupos y la organización de actividades didácticas.
El Pabellón de la Naturaleza está dotado con un salón de actos de 160 plazas totalmente equipado con equipo audiovisual. En él que actualmente se encuentra la sede de la fundación Naturalia XXI y oficinas municipales del Área de Medio Ambiente del Ayuntamiento de Sevilla.
Existe un programa de visitas para conocer el jardín Americano y un programa educativo y lúdico, que une el jardín con el parque del Alamillo, a través del Paseo de Ribera. Este itinerario se puede realizar a pie y/o en bicicleta.

## Entorno

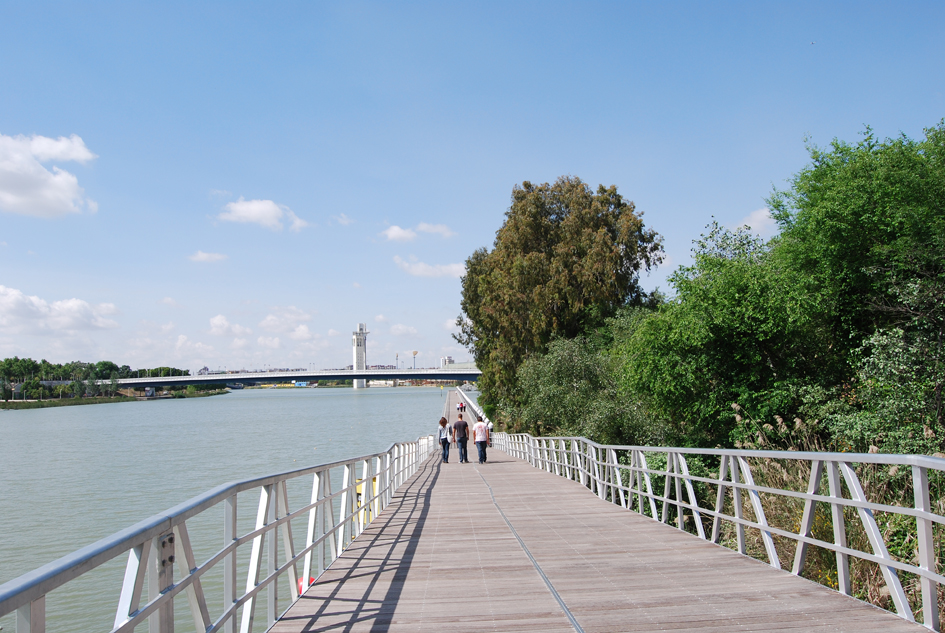
Pasarela del río

En el entorno se encuentran los Jardines del Guadalquivir, una pasarela fluvial, un camino y un carril bici. 
La pasarela fluvial es una estructura flotante de 400 metros de longitud que discurre paralela a la orilla de la Dársena del Guadalquivir. Es de uso exclusivamente peatonal.
El carril bici y la ruta peatonal recorren toda la zona de la Isla de Cartuja que va desde el Pabellón de la Navegación hasta el Auditorio Municipal Rocío Jurado, pasando por en entorno del Jardín Americano y los Jardines del Guadalquivir.